# Walrus Islands
Die Walrus Islands sind eine kleine Inselgruppe in der Bristol Bay, einer Bucht des Beringmeers, vor der Südküste Alaskas. Sie liegen südlich der Togiak Bay, rund 18 km östlich von Hagemeister Island. Administrativ gehören sie zum Dillingham Census Area.
Die Hauptinseln sind Summit Island, High Island, Crooked Island, Black Rock Island und Round Island. Mit einer Nord-Süd-Ausdehnung von 10 km ist Crooked Island die größte Insel der Gruppe.
Die Walrus Islands wurden 1968 als National Natural Landmark ausgewiesen. Die Inselgruppe ist das südlichste und mit bis zu 4000 Tieren letzte größere in den Vereinigten Staaten erhalten gebliebene Aufzuchtsgebiet von Walrossen. Das Landmark besteht aus sieben Inseln, die zusammen das Walrus Islands State Game Sanctuary bilden. Auf der Inselgruppe liegt der Walrus Islands Archeological District, bei dem es sich um einen im National Register of Historic Places („Nationales Verzeichnis historischer Orte“; NRHP) eingetragenen historischen Bezirk (Historic District) handelt. Der Eintrag in das NRHP und die Anerkennung als National Historic Landmark („Nationales historisches Wahrzeichen“) erfolgten zeitgleich am 23. Dezember 2016.
Leutnant Sarichew von der kaiserlich russischen Marine nannte 1826 eine der Inseln „Morzh“ (deutsch: Walross). Kapitän Mikhail Tebenkov, ebenfalls von der kaiserlich russischen Marine, vergab später den Namen „Ostrova Morzhovyya“ (Walross-Inseln) für die ganze Inselgruppe.